# يو إف سي 157
يو إف سي 157: روزي ضد كارموش (بالإنجليزية: UFC 157: Rousey vs. Carmouche)‏ هو حدث لفنون القتال المختلطة نظمته يو إف سي، أُقيم في 23 فبراير 2013، على هوندا سنتر في آناهايم، كاليفورنيا، الولايات المتحدة.